# Костенец зелёный
Костене́ц зелёный (лат. Asplénium víride) — многолетний папоротник; вид рода Костенец.

## Ботаническое описание
Растение высотой 10—20 см.

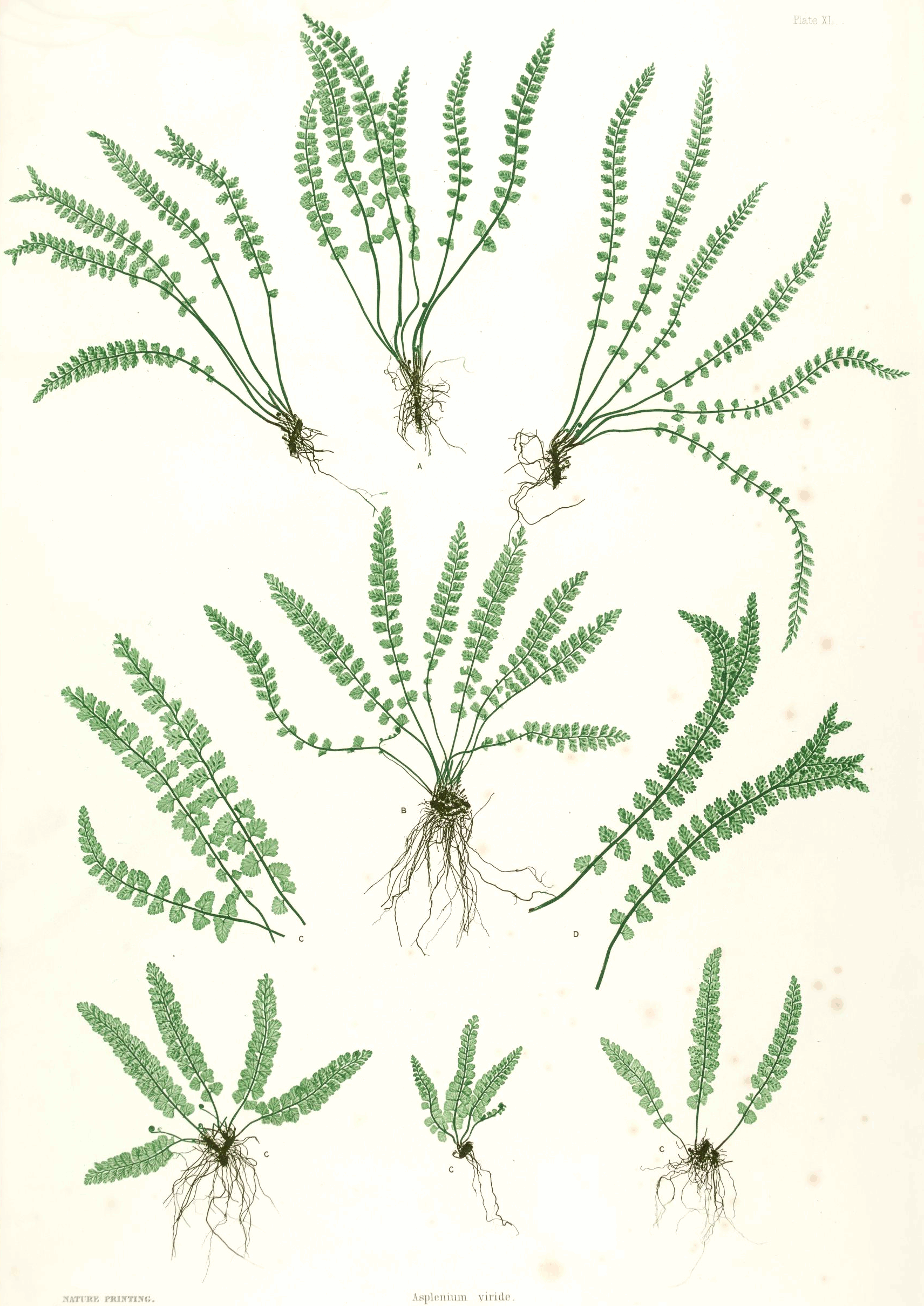
Ботаническая иллюстрация Генри Брэдбери из книги Томаса Мура под редакцией Джона Линдли The ferns of Great Britain and Ireland, 1857

Корневище короткое, косо восходящее, покрыто узкими черноватыми плёнчатыми чешуйками.
Листья в сравнительно многолистных розетках, перистые, на коротких черешках. Черешки и стержни листьев зелёные, по крайней мере в верхней части (этим они отличаются от черешков близкого вида — костенца волосовидного). Черешки в сечении округлые, без выемки. Листочки многочисленные овально-ромбические, в основании клиновидные, на маленьких черешках; края их городчатые.
Покрывальца прикреплены широким краем вдоль сорусов; почти или совершенно цельнокрайные. Споры созревают в июле—августе.
Число хромосом: 2n = 72.

## Распространение и экология
Ареал — Евразия и Северная Америка. Поднимается на высоту до 4 000 м над уровнем моря.
В России этот костенец очень редок, может быть обнаружен в некоторых районах Европейской части (в частности, в Нижегородской области) и в Сибири.

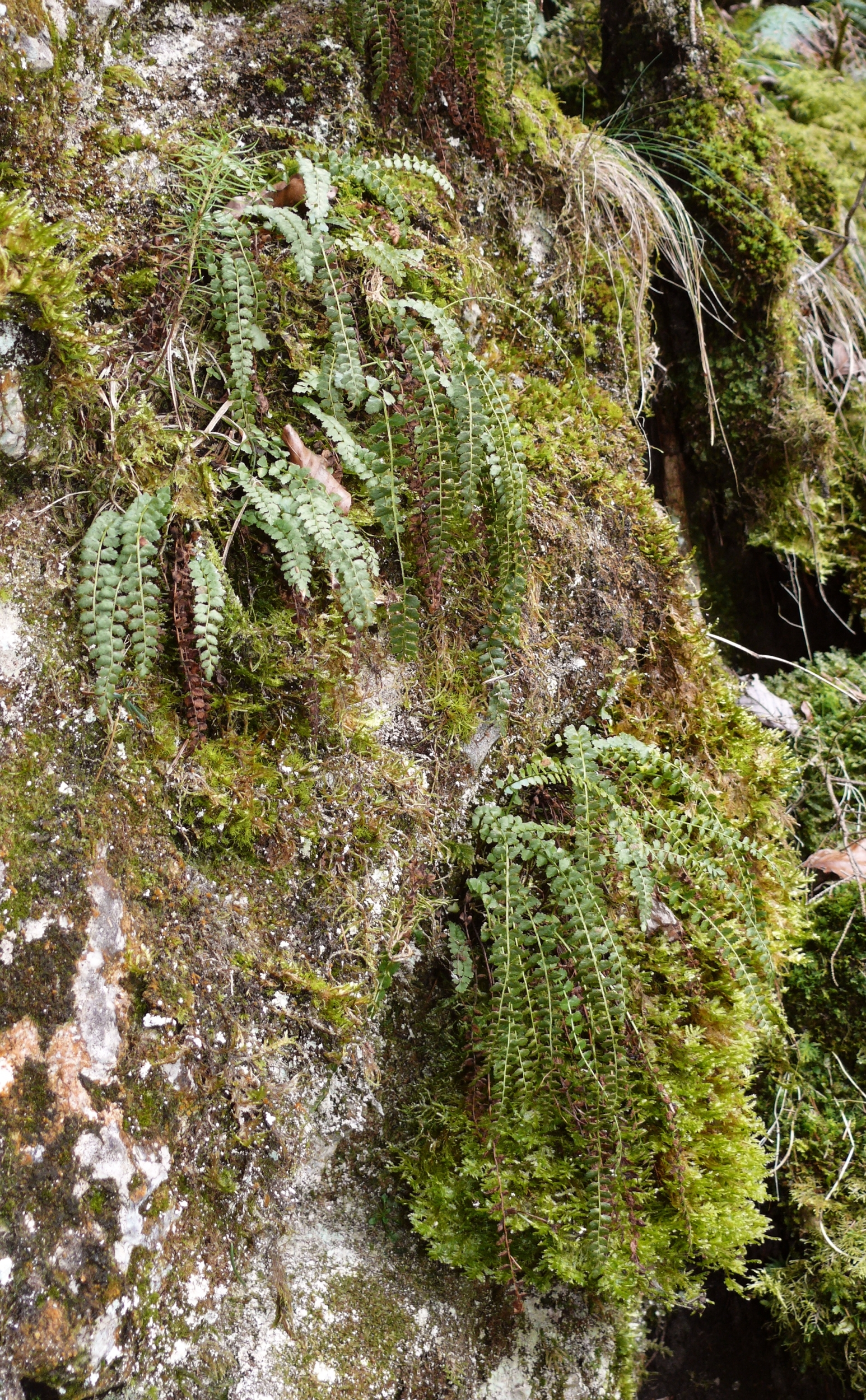
Костенец зелёный в Швабском Альбе, Германия

Предпочитает затенённые известковые склоны.

### Охранный статус
Растение включено в Красную книгу Литвы и Нижегородской обл.